# Coloration Technology
Coloration Technology, abgekürzt Color. Technol., ist eine 1999 neu Aufgelegte wissenschaftliche Fachzeitschrift, die vom Wiley-Blackwell-Verlag im Auftrag der Society of Dyers and Colourists veröffentlicht wird. Die Zeitschrift erscheint mit sechs Ausgaben im Jahr. Es werden Arbeiten veröffentlicht, die sich mit allen Aspekten der Färbetechnologie beschäftigen. Die Vorgängerzeitschrift war das Journal of the Society of Dyers and Colourists die seit 1884 bis 1999 erschien.
Der Impact Factor lag im Jahr 2014 bei 1,262. Nach der Statistik des ISI Web of Knowledge wird das Journal mit diesem Impact Factor in der Kategorie angewandte Chemie an 35. Stelle von 72 Zeitschriften, in der Kategorie chemische Ingenieurwissenschaft an 71. Stelle von 135 Zeitschriften und in der Kategorie Materialwissenschaft, Textilien an fünfter Stelle von 22 Zeitschriften geführt.